# Храм Покрова Пресвятой Богородицы (Донецк)
Храм Покрова Пресвятой Богородицы — действующий грекокатолический храм города Донецк, освящённый в 2003 году.
При храме работает воскресная школа и проходят катехизационные встречи.

## История
23 ноября 1994 года было освящено место для будущего храма, однако строительство не началось.
Позже Мария Иосиф де Вольф из Германии хотел построить здесь Марианский центр, но из-за финансовых трудностей у него ничего не вышло. Поэтому на этой земле начали строить храм Покрова Пресвятой Богородицы.
Храм строился на пожертвования.
В 2003 году строительство закончилось.
3 августа 2003 года церковь освятили.